# Robert S. Dietz

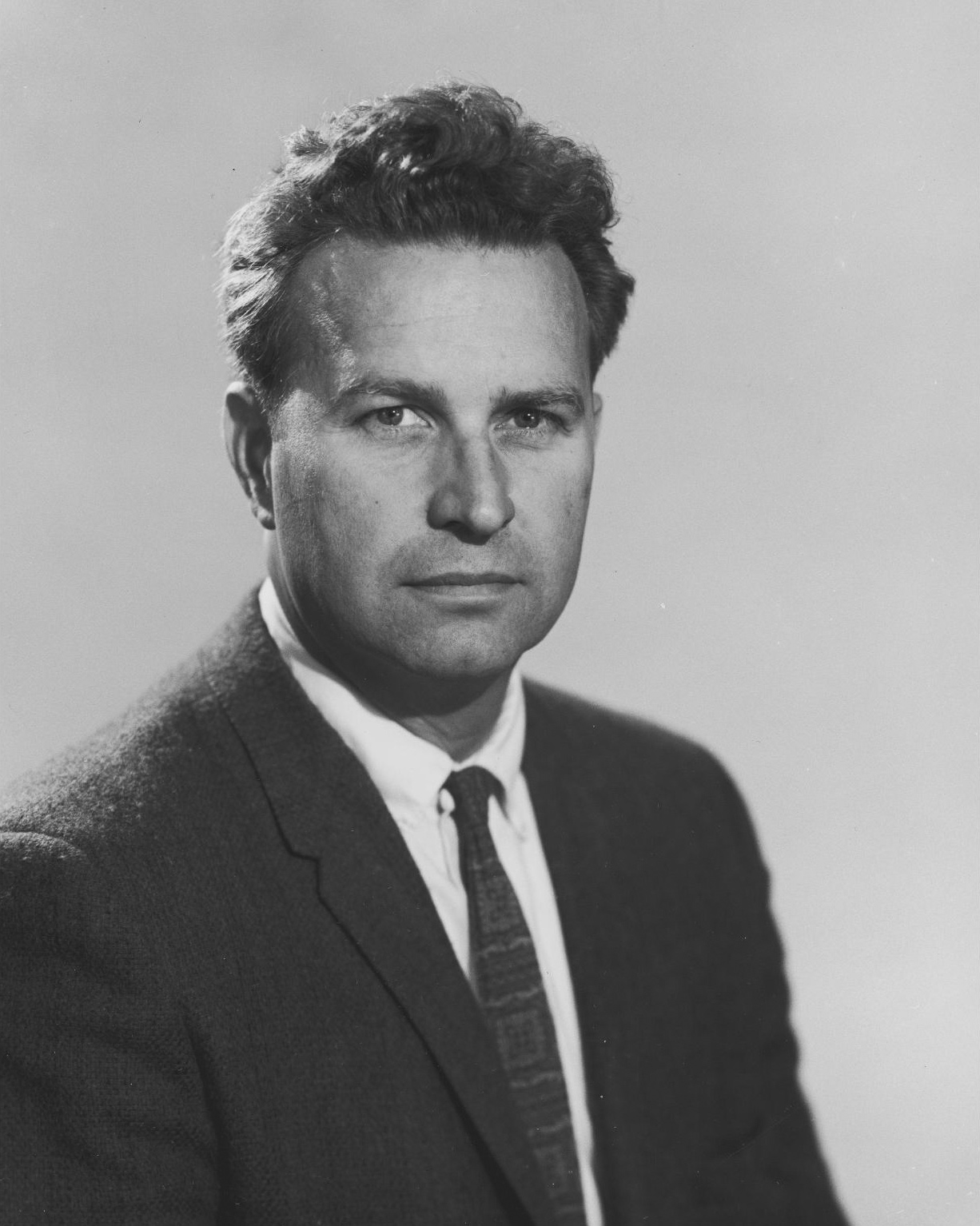
Robert S. Dietz (1961)

Robert Sinclair Dietz (14 de setembro de 1914 - 19 de maio de 1995) foi um cientista do US Coast and Geodetic Survey. Dietz, nascido em Westfield, Nova Jersey,  foi um geólogo marinho, geofísico e oceanógrafo que conduziu pesquisas pioneiras junto com Harry Hammond Hess sobre a expansão do fundo do mar, publicada em 1960-1961. Enquanto no Scripps Institution of Oceanography, ele observou a natureza da cadeia de montes submarinos do Imperador que se estendia do extremo noroeste da ilha havaiana - Midway cadeia e especulou durante o almoço com Robert Fisher em 1953 que algo deve estar carregando essas velhas montanhas vulcânicas para o norte como uma correia transportadora.

## Início da vida e educação
Nascido e criado em Westfield, Nova Jersey, Dietz se formou em 1932 na Westfield High School.

## Carreira
Em trabalhos posteriores, ele se interessou por impactos de meteoritos, foi o primeiro a reconhecer a Bacia de Sudbury como um evento de impacto antigo e descobriu várias outras crateras de impacto. Ele defendeu o uso de cones de fragmentação como evidência de antigas estruturas de impacto.
Dietz era um crítico ferrenho do criacionismo, e foi o conselheiro do corpo docente de dois grupos de estudantes na Arizona State University em 1985, Americans Promoting Evolution Science (APES) e Phoenix Skeptics. Dietz falou sobre evolução e criacionismo em reuniões desses grupos,  e debateu o criacionista Walter Brown e o apologista cristão William Lane Craig na Arizona State University.

## Morte
Dietz morreu em Tempe, Arizona.
O planeta menor 4666 Dietz é nomeado em sua homenagem.

## Palestras de Robert S. Dietz
A Escola de Exploração da Terra e do Espaço da ASU patrocina anualmente as Palestras Públicas Memorial Robert S. Dietz, que foram ministradas por:
- 2006 National Center for Science Education Executive Director Eugenie Scott[7]
- 2007 NASA Astronaut John M. Grumsfeld[8]
- 2011 John Grotzinger, Caltech[9]

## Publicações selecionadas
- Dietz, Robert S. (1994). «Earth, Sea, and Sky: Life and Times of a Journeyman Geologist». Annual Review of Earth and Planetary Sciences. 22: 1–32. Bibcode:1994AREPS..22....1D. doi:10.1146/annurev.ea.22.050194.000245
- Dietz, Robert S.; John C. Holden (scientific illustrator) (1987). Creation/Evolution Satiricon: Creationism Bashed. Winthrop, WA: Bookmaker
- Dietz, Robert S. (1983). «In Defense of Drift». The Sciences. 23 (6). 26 páginas. doi:10.1002/j.2326-1951.1983.tb02661.x
- Dietz, Robert S. (1964). Sudbury Structure as an Astrobleme. [S.l.]: University of Chicago
- Dietz, Robert S. (3 de junho de 1961). «Continent and Ocean Basin Evolution by Spreading of the Sea Floor». Nature. 190 (4779): 854–857. Bibcode:1961Natur.190..854D. doi:10.1038/190854a0
- Dietz, Robert S. (1954). «Marine geology of northwestern Pacific: description of Japanese bathymetric chart 6901». Bull. Geol. Soc. Am. 65 (12). 1199 páginas. Bibcode:1954GSAB...65.1199D. ISSN 0016-7606. doi:10.1130/0016-7606(1954)65[1199:MGONPD]2.0.CO;2
- Menard, Henry W.; Dietz, Robert S. (1952). «Mendocino submarine escarpment». Journal of Geology. 60 (3): 266–278. Bibcode:1952JG.....60..266M. JSTOR 30058194. doi:10.1086/625962